# Stagione di college football 1897
La Stagione di college football 1897 fu la ventinovesima stagione di college football negli Stati Uniti.
La stagione riporta l'esordio di 43 scuole statunitensi, in gran parte di secondaria importanza. Attualmente di queste 43 scuole, solo Montana e Montana State disputano la Division I, seppure in FC Subdivision.

## Eventi principali
A causa dell'epilogo della gara tra Missouri e Iowa del 1896, la Western Interstate University Football Association gioca una stagione mutila: le due squadre rifiutano di disputare il loro match e da questo deriva il successivo scioglimento della lega.
Pennsylvania guidata da George Woodruff compila la sua terza stagione, in quattro anni, senza sconfitte e senza pareggi ed  è nominata retroattivamente campione nazionale da Billingsley, Helms Athletic Foundation, e Houlgate System; Penn e Yale vengono nominati co-campioni nazionali da National Championship Foundation e Parke Davis. Si tratta del primo storico titolo di una squadra al di fuori della Ivy League, ancora più significativo perché arrivato dopo aver inflitto la prima ed unica sconfitta a Pennsylvania

## Conference e vincitori
| Conference                                         | Scuola     | Conf. V-S-P | Totale V-S-P |
| -------------------------------------------------- | ---------- | ----------- | ------------ |
| Triangular Football League                         | Dartmouth  | 2 - 0       | 4 - 3        |
| Western Interstate University Football Association | Nebraska   | 3 - 0       | 5 - 1        |
| Colorado Football Association                      | Colorado   | 2 - 0       | 7 - 1        |
| Maine Intercollegiate Athletic Association         | Colby      | 1 - 0 - 2   | 3 - 0 - 2    |
| Maine Intercollegiate Athletic Association         | Bates      | 3 - 0 - 1   | 4 - 0 - 1    |
| Michigan Intercollegiate Athletic Association      | Kalamazoo  | 5 - 0       | 6 - 0 - 1    |
| Southern Intercollegiate Athletic Association      | Vanderbilt | 4 - 0       | 6 - 0 - 1    |
| Western Conference                                 | Wisconsin  | 3 - 0 - 1   | 9 - 1        |

## Campioni nazionali
| 1897 | Penn | 15–0  | George Washington Woodruff | BR, HAF, HS, NCF, PD |
| 1897 | Yale | 9–0–2 | Frank Butterworth          | PD                   |